# Saida Menebhi
Saida Menebhi (in arabo سعيدة المنبهي‎?; Marrakech, settembre 1952 – Casablanca, 11 dicembre 1977) è stata un'attivista, sindacalista e poetessa marocchina.

## Biografia
Nata a Marrakech, dopo aver conseguito il baccalauréat, si iscrisse all'Università di Rabat dove studiò letteratura inglese. Militò nell'ambito del sindacalismo studentesco, in ambienti vicini alla Via Democratica, unendosi successivamente al movimento marxista-leninista Ila al-Amam. Dopo aver terminato gli studi, insegnò lingua inglese a Rabat.
Con l'intensificarsi della repressione e degli arresti in Marocco nell'ambito degli anni di piombo, Menebhi venne arrestata a Rabat il 16 gennaio 1976, insieme ad altre tre compagne e venne torturata nel centro di detenzione Derb Moulay Cherif di Casablanca. Venne processata insieme ad altre 138 persone accusate di minare la sicurezza dello Stato. Durante il processo, affermò il suo sostegno all'autodeterminazione del popolo sahrawi e denunciò l'oppressione delle donne marocchine. Venne condannata a cinque anni di carcere, più due per oltraggio al magistrato. Venne detenuta a Casablanca, dove venne posta in isolamento. Mentre gli altri attivisti condannati durante il processo vennero trasferiti a Kenitra, Menebhi e altri tre dei suoi compagni, Abraham Serfaty, Rabea Ftouh e Fatima Oukacha, rimasero a Casablanca.
In seguito ad uno sciopero della fame di 34 giorni, morì in ospedale l'11 dicembre 1977, all'età di 25 anni.
Nel corso della sua vita, in particolare nel corso della sua detenzione, scrisse numerose poesie per denunciare la repressione politica in Marocco.